# John Barrow (1764-1848)
John Barrow (1764-1848) fue un naturalista y tratadista inglés, promotor de diversas expediciones de exploración del Ártico y de África occidental.
Nació en Dragley Beck, en la parroquia de Ulverston, en aquellos tiempos perteneciente al condado de Lancashire, pero actualmente en el condado de Cumbria. Era hijo único de Roger Barrow, agricultor. Durante los primeros años de su vida laboral trabajó como superintendente de una fundición de hierro en Liverpool, y posteriormente fue profesor de matemáticas en una escuela privada en Greenwich.
Por influencia de Sir George Leonard Staunton, de cuyo hijo era preceptor, entró a trabajar en la primera embajada británica establecida en China, entre 1792 y 1794, donde ejerció como auditor para el embajador lord Macartney. Pronto adquirió un buen conocimiento del chino, idioma sobre el que hizo interesantes artículos en Quarterly Review y los registros de la embajada publicados por George Staunton contienen contribuciones de Barrow sobre literatura y ciencia en China. Aunque Barrow dejó de estar vinculado directamente con los asuntos chinos en 1794, continuó interesado por ellos y a menudo era consultado por el gobierno británico.
En 1797 acompañó a lord Macartney, como secretario privado, en la misión sobre la recientemente adquirida colonia del Cabo de Buena Esperanza. A Barrow se le encomendó la tarea de conciliar los colonos bóeres y la población nativa negra y recabar información sobre el interior del país. En el viaje de vuelta, en el transcurso del cual visitó todas las partes de la colonia, fue nombrado auditor general de las cuentas públicas. Decidió instalarse en Sudáfrica, donde contrajo matrimonio con Anna Maria Trutat (1777-1875) el 26 de agosto de 1799, una artista botánica del Cabo, con quien tuvo siete hijos.
En 1800 adquirió una casa en Ciudad del Cabo, pero la rendición de la colonia en Tratado de Amiens (1802), alteró ese plan, retornando a Inglaterra en 1804. Durante sus viajes por Sudáfrica, Barrow recopiló abundantes notas y bocetos sobre el territorio que atravesaba. El resultado de sus viajes fue una carta que, a pesar de los numerosos errores contenidos, fue el primera carta moderna publicada de la parte sur de la Colonia del Cabo.
A su vuelta a Gran Bretaña fue nombrado segundo secretario del Almirantazgo, por el vizconde Melville, cargo que ocupó durante cuarenta años, a excepción de un breve periodo de gobierno Whig entre 1806 y 1807. Contó con la confianza de los once lores que sucesivamente presidieron el Almirantazgo durante este periodo y también del rey Guillermo IV, que fue lord gran almirante, quien le brindó muestras de su aprecio personal.
Desde su cargo en el Almirantazgo, Barrow fue un gran impulsor de la exploración del Ártico, con los viajes de John Ross, William Edward Parry, James Clark Ross y John Franklin. Llevan su nombre el estrecho de Barrow, una parte central del paso del noroeste en el Ártico canadiense, el Point Barrow y la ciudad de Barrow, en Alaska.
También patrocinó una expedición para descubrir si la desembocadura de los ríos Níger y Congo era única. Esta expedición fue dirigida por James Kingston Tuckey, ascendieron 450 km por el río Congo tras los que tuvieron que regresar, fallecieron treinta y cinco de los cincuenta expedicionarios europeos que la componían. Posteriormente organizó dos viajes en busca de los orígenes del Níger, que partieron de Trípoli, para atravesar el desierto del Sáhara y llegar el entonces desconocido cauce del Níger. Las expediciones contaron con la ayuda del cónsul británico Hanmer Warrington, pero ambas acabaron en fracaso al quedar detenidas en Murzuk y no alcanzar el Níger

## Algunas publicaciones
- Barrow's Boys - Fergus Fleming (1998) "For 30 years beginning 1816, the British Admiralty's John Barrow and his elite team charted large areas of the Arctic, discovered the North Magnetic Pole, were the first to see volcanoes in the Antarctic, crossed the Sahara to find Timbuktu and the mouth of the Niger - John Ross, John Franklin, William Edward Parry and others."[3]

Además de numerosos artículos en Quarterly Review mencionados, Barrow publicó entre otros:
- Travels into the Interior of South Africa (1806); online
- Life of Lord Macartney (1807),
- Life of Lord Anson (1839),
- Life of Lord Howe (1838).

He was also the author of several valuable contributions to the seventh edition of the Encyclopædia Britannica.
Otras obras son:
- Travels in China (1804)

- The Eventful History of the Mutiny and Piratical Seizure of H.M.S. Bounty: (1831) Its Cause and Consequences, reporte de Motín del Bounty

- An Auto-Biographical Memoir of Sir John Barrow, Bart, Late of the Admiralty. Including Reflections, Observations, and Reminiscences at Home and Abroad, from Early Life to Advanced Age; Murray, 1847 (reeditado por Cambridge University Press, 2009; ISBN 978-1-108-00470-1)

- A Description of Pocket and Magazine Cases of Mathematical Drawing Instruments, en el que se explica el uso de cada instrumento, y en particular, del sector y escala normal, en las soluciones de una variedad de problemas, del mismo modo la descripción, construcción y uso de la Escala de Gunter. Ilustrado con planchas de cobre. Londres: J. & W. Watkins, [1792?]

- — (1804). Travels In China, Containing Descriptions, Observations, And Comparison, Made And Collected In The Course Of A Short Residence At The Imperial Palace Of Yuen-Min-Yuen. Londres: T. Cadell And W. Davies. Consultado el 15 de agosto de 2009.

- - John Barrow (1805), Travels in China, Philadelphia: W.F. M'Laughlin.

- — (1806). Travels Into The Interior Of Southern Africa, Volume I. Londres: T. Cadell And W. Davies. Consultado el 15 de agosto de 2009.

- — (1806). Travels Into The Interior Of Southern Africa, Volume II. Londres: T. Cadell And W. Davies. Consultado el 15 de agosto de 2009.

- — (1807). Some Account Of The Public Life, And A Selection From The Unpublished Writings, of The Earl Of McCartney, Volume I. Londres: T. Cadell And W. Davies. Consultado el 15 de agosto de 2009.

- — (1807). Some Account Of The Public Life, And A Selection From The Unpublished Writings, of The Earl Of McCartney, Volume II. Londres: T. Cadell And W. Davies. Consultado el 15 de agosto de 2009.

- — (1818). A Chronological History Of Voyages Into The Arctic Regions. Londres: John Murray. Consultado el 15 de agosto de 2009.

- The Eventful History of the Mutiny and Piratical Seizure of H.M.S. Bounty: Its Cause and Consequences – London, 1831 online <reprint Westport, CT: Southport Press, 2003, paperback, ISBN 1-887954-23-6>
- — (1840). The Life Of Peter The Great (1908 ed.). Londres: John Murray. Consultado el 15 de agosto de 2009.

- — (1838). The Life Of Richard Earl Howe, K.G., Admiral Of The Fleet, And General of Marines. Londres: John Murray. Consultado el 15 de agosto de 2009.

- — (1839). The Life Of George Lord Anson, Admiral of The Fleet; Vice-Admiral of Great Britain; And First Lord Commissioner Of The Admiralty, Previous To, And During, The Seven-Years' War. Londres: John Murray. Consultado el 15 de agosto de 2009.

- — (1845). A Description of Pitcairn's Island And Its Inhabitants (Harper's Stereotype Edition, 1845). Nueva York: Harper & Brothers. Consultado el 15 de agosto de 2009.

- — (1846). Voyages Of Discovery And Research Within The Arctic Regions, From The Year 1818 To The Present Time. Londres: John Murray. Consultado el 15 de agosto de 2009.

- — (1847). An Auto-Biographical Memoir Of Sir John Barrow, Bart., Late Of The Admiralty; Including Reflections, Observations, And Reminiscences At Home And Abroad From Early Life To Advanced Age. Londres: John Murray. Consultado el 15 de agosto de 2009.

- Life & Correspondence of Admiral Sir William Sidney Smith G.C.B. – London: Richard Bentley, 1848

- — (1848). Sketches Of The Royal Society And Royal Society Club. Londres: John Murray. Consultado el 15 de agosto de 2009.

- Staunton, George Thomas; John Barrow (1856). Memoirs Of The Chief Incidents Of The Public Life Of Sir George Thomas Staunton, Bart.. Londres: L. Booth. Consultado el 15 de agosto de 2009.
- La abreviatura «Barrow» se emplea para indicar a John Barrow como autoridad en la descripción y clasificación científica de los vegetales.[4]